# Revolution
För andra betydelser, se Revolution (olika betydelser).

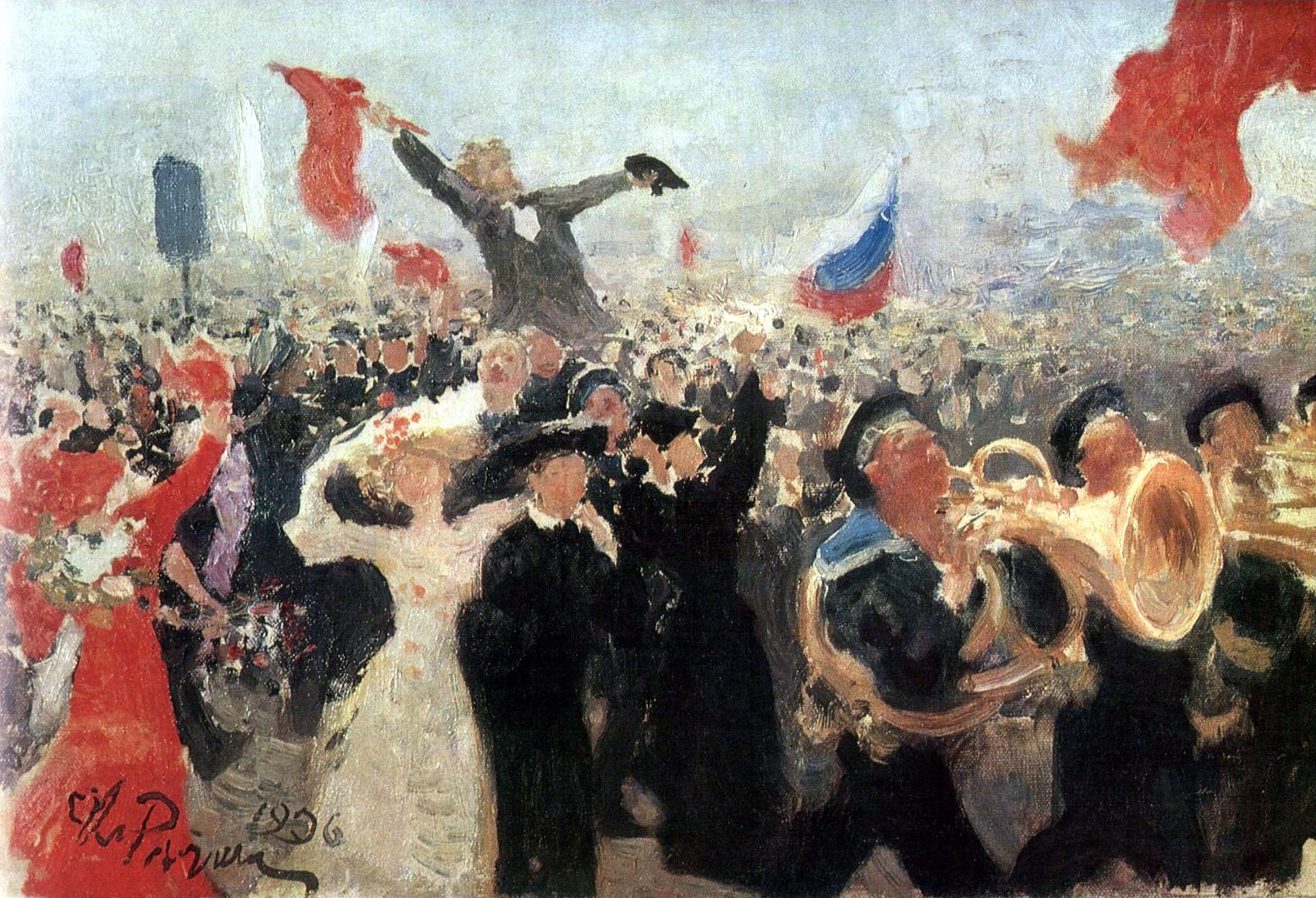
Rysk demonstration 1905

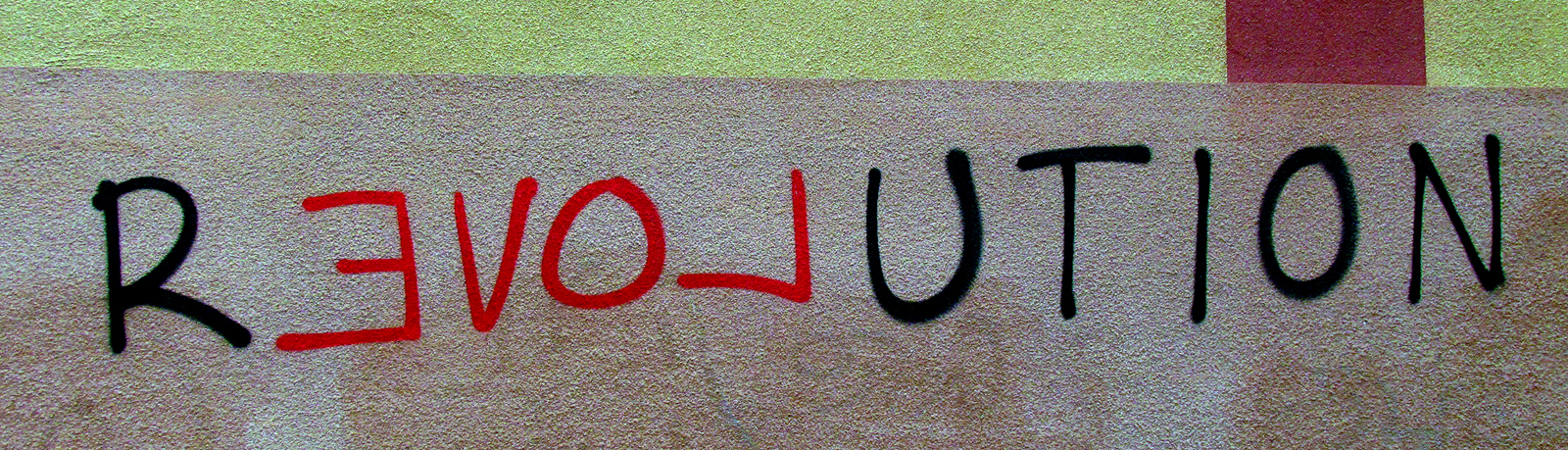
R E V O L U T I O N, graffiti med politiskt budskap på en husvägg. Fyra bokstäver har skrivits baklänges och med annan färg så att de också bildar ordet love, engelska för kärlek.

En revolution (omvälvning, latin för återgång, ett helt varv runt, "revoltere", jämför "revolver") är en snabb förändring, en fullständig omdaning av ett lands politiska, ekonomiska och sociala system. Ordet används också i andra sammanhang när en djupgående och omfattande förändring sker inom teknik eller vetenskap, exempelvis den industriella revolutionen.

## Definition
Revolutioner kan indelas i två huvudkategorier: ekonomiska revolutioner och politiska revolutioner. De kan ske samtidigt eller med visst mellanrum och de påverkar ofta varandra. Man kan även tala om religiösa, sociala och vetenskapliga revolutioner, vilka kan genomföras antingen fredligt (exempelvis sammetsrevolutionen) eller med våldsmetoder.
Gränsen mellan revolution och statskupp är inte absolut. En förutsättning för att ett maktövertagande ska kunna kallas revolutionärt är att maktövertagandet ska ske med brett folkligt stöd. En uttalad ambition är emellertid att avskaffa makten, inte bara att erövra den. Språkbruket har också förändrats över tid. Gustav III:s statsvälvning betecknades av sin samtid som en revolution men kallas numera en statskupp.

## Ideologisk historia
Enligt en beräkning från 2006, hade 56 större revolutioner inträffat i världen under de senaste 400 åren, revolutioner vilka gällt politiskt styrelseskick eller ekonomiskt system. 46 av dem ägde rum under 1900-talet. Av dessa var fem liberala, åtta anarkistiska och 33 socialistiska.

### Liberalism
Ursprungligen var den liberala ideologin revolutionär, vilket kom till uttryck i den franska revolutionen. Denna kan kallas för en borgerlig revolution. Med det avses, att en framväxande borgerlig samhällsklass revolterade mot monarkin och det rådande samhällssystemet.

### Socialism
Under 1800-talet anammades tanken på samhällsförändring genom revolution av företrädare för socialistiska ideologier. Karl Marx och Friedrich Engels vilka förespråkade arbetarklassens revolution beskrev en önskad "återgång" till egendomsgemenskap, liknande den som teoretiskt hade funnits före äganderättens införande, en egendomsgemenskap av ett slag som kapitalismen omöjliggjorde. (Se urkommunism.)

### Fascism
På 1900-talet uppfattade företrädare för fascismen sin egen politiska rörelse som en revolutionär ideologi. Fascisterna brukar då tala om en nationell revolution.

### Konservatism
Konservatismens fader Edmund Burke var en framstående kontrarevolutionär, som pläderade för att Storbritannien skulle invadera Frankrike för att störta revolutionärernas herravälde och återinföra huset Bourbon på tronen. Burke var samtidigt övertygad anhängare av den ärorika revolutionen. Den mest framstående kontrarevolutionäre politikern i modern tid var Francisco Franco, som krossade de vänsterextrema anarkisterna, separatisterna och stalinisterna i spanska inbördeskriget.
Den amerikanske Vietnamkrigs-ministern Henry Kissinger skrev sin doktorsavhandling om kontrarevolution.
Bilden av konservatismen som anti-revolutionär har dock problematiserats. Italiens mest framstående högerfilosof Julius Evola hävdade att traditionalism var 1900-talets mest revolutionära ideologi. Den österrikiske aristokraten Erik von Kuehnelt-Leddihn menade att Katolska kyrkan var den enda riktigt revolutionära kraften under 1900-talet, eftersom den representerade någonting unikt och motsatte sig alla de moderna och progressiva ideologier som dominerade politiken. Det har också hävdats: ”Konservatism är revolutionärt när det progressiva är hegemoniskt.”